# اسکانسکا

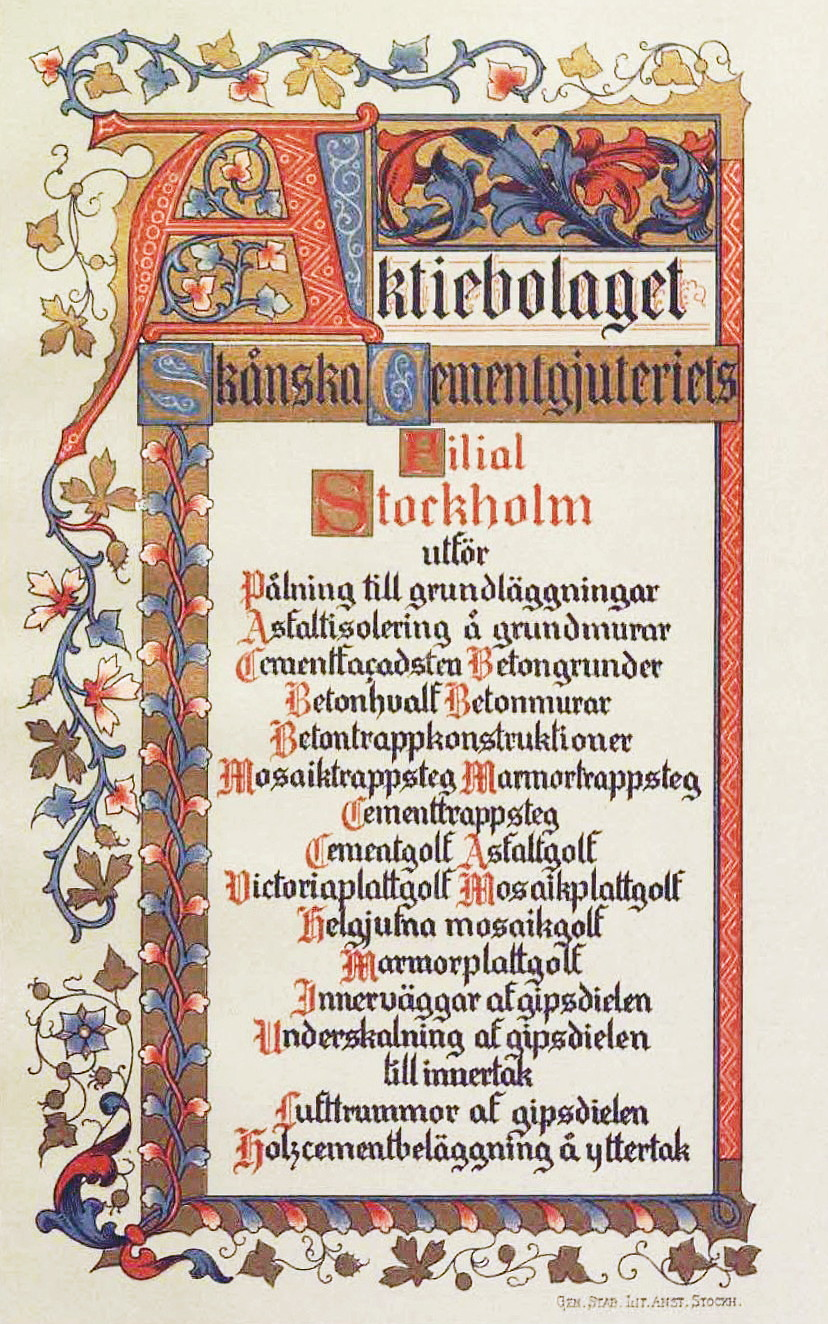
آگهی کارخانۀ سیمان اسکانسکا در سال ۱۸۹۰م.

اسکانسکا (به سوئدی: Skanska) شرکت ساخت‌وساز سوئد و چندملیتی است، که در زمینه اجرای پروژه‌های ساخت انواع سازه‌های صنعتی، ساختمان‌های مسکونی و تجاری، توسعه املاک و مستغلات، احداث زیرساخت‌های شهری، کارخانجات، نیروگاه‌ها و پالایشگاه‌ها فعالیت می‌کند. 
این شرکت در سال ۱۸۸۷ توسط رودولف فردریک برگ و تحت نام شرکت سیمان اسکانیا، در شهر مالمو، سوئد تأسیس شد و چندی بعد، تبدیل به یک شرکت ساختمانی گردید و اولین پروژه بین‌المللی خود را ۱۰ سال بعد از تأسیس، به اجرا رساند.
امروزه شرکت اسکانسکا پس از یک قرن فعالیت در حوزه ساخت‌وساز، ساختمان‌های بسیاری را احداث نموده یا در ساخت آن‌ها مشارکت داشته‌است، که برای نمونه می‌توان به: برج تبر سنت ماری ۳۰؛ در لندن، سالن مدیسن اسکوئر گاردن؛ نیویورک، برج‌های دوقلوی مرکز تجارت جهانی و متروی نیویورک سیتی اشاره کرد.
دفتر مرکزی اسکانسکا، در شهر سولنا، در شمال استکهلم مستقر می‌باشد. این شرکت هم‌اکنون به‌عنوان یکی از بزرگترین شرکت‌های ساخت‌وساز جهان، شناخته می‌شود.

## اسکانسکا در ایران
در تاریخ ۱۷ خرداد ۱۳۱۳ قراردادی در ۱۲ ماده بین میرزا علی‌خان منصور وزیر طرق و شوارع ایران و اسکار لیندال نماینده شرکت سوئدی سونسکا انترپرناد اکتی بولاگت (Svenska Entreprenad AB (SENTAB منعقد و طبق قرارداد مسئولیت ساختمان پل کارون اهواز و امتحان زمین و تهیه نقشه‌های اصلی به شرکت مذکور که به اختصار (سنتاب) نامیده می‌شد واگذار گردید. شرکت سنتاب که در سال ۱۹۳۳ تاسیس شده بود، در سال ۱۹۶۷ جذب شرکت اسکانسکا شده است. کل هزینه عملیات مربوط به پل کارون که بایستی به موجب قرارداد پرداخت می‌شد، مجموعاً پنج‌میلیون و هفتصد و هشت هزار ریال (۵/۷۰۸/۰۰۰ ریال) برآورد گردید؛ که پرداخت آن طی ۱۲ فقره چک به عهده بانک ملی ایران واگذار گردید. فولاد مورد نیاز و سایر مصالح و لوازم ساختمان پل از طرف شرکت سنتاب پس از تأیید رسمی سفارت ایران در استکهلم به کشور سوئد داده شد.